# Aspasmogaster tasmaniensis
Aspasmogaster tasmaniensis är en fiskart som först beskrevs av Günther, 1861.  Aspasmogaster tasmaniensis ingår i släktet Aspasmogaster och familjen dubbelsugarfiskar. Inga underarter finns listade.